# Caspar Corbeau
Caspar James Corbeau (Santa Cruz, 3 aprile 2001) è un nuotatore statunitense e olandese, specializzato nella rana.

## Biografia
È nato in California negli Stati Uniti d'America. Si è formato presso l'Università del Texas. La sua squadra di club è il Texas Longhorn Aquatics.
Gareggia per i Paesi Bassi.
Si è messo in mostra a livello giovanile al Festival olimpico della gioventù europea di Győr 2017 vincendo la medaglia d'oro nei 200 metri rana e quella d'argento sui 100 metri. Ha partecipato ai Giochi olimpici giovanili di Buenos Aires 2018.
Agli europei di Budapest 2020, disputati nel maggio 2021 alla Duna Aréna, si è classificato ventiquattresimo nei 100 metri rana e settimo nei 200 metri.
Le prime affermazioni a livello internazionale senior arrivano agli europei in vasca corta del 2023, a Otopeni, dove conquista un oro e tre bronzi, ed ai mondiali di Doha dell'anno successivo, in cui ottiene la medaglia d'argento nei 200 metri rana. Alle Olimpiadi di Parigi 2024 e ai mondiali di Singapore dell'anno successivo sale sul terzo gradino del podio nella medesima specialità.

## Palmarès
| Anno | Manifestazione                           | Sede         | Evento             | Risultato | Prestazione | Note |
| ---- | ---------------------------------------- | ------------ | ------------------ | --------- | ----------- | ---- |
| 2017 | Festival olimpico della gioventù europea | Győr         | 100 m rana         | Argento   | 1'03"42     |      |
| 2017 | Festival olimpico della gioventù europea | Győr         | 200 m rana         | Oro       | 2'17"43     |      |
| 2018 | Europei giovanili                        | Helsinki     | 200 m rana         | Bronzo    | 2'14"13     |      |
| 2018 | Giochi olimpici giovanili                | Buenos Aires | 50 m rana          | 7º        |             |      |
| 2018 | Giochi olimpici giovanili                | Buenos Aires | 100 m rana         | 6º        |             |      |
| 2018 | Giochi olimpici giovanili                | Buenos Aires | 200 m rana         | 4º        |             |      |
| 2019 | Europei giovanili                        | Kazan'       | 50 m rana          | Bronzo    | 28"16       |      |
| 2019 | Europei giovanili                        | Kazan'       | 100 m rana         | Argento   | 1'00"7      |      |
| 2019 | Europei giovanili                        | Kazan'       | 200 m rana         | Argento   | 2'11"41     |      |
| 2021 | Europei                                  | Budapest     | 100 m rana         | 24º       | 1'00"52     |      |
| 2021 | Europei                                  | Budapest     | 200 m rana         | 7º        | 2'09'73     |      |
| 2023 | Europei in vasca corta                   | Otopeni      | 100m rana          | Bronzo    | 56"66       |      |
| 2023 | Europei in vasca corta                   | Otopeni      | 200m rana          | Oro       | 2'02"41     |      |
| 2023 | Europei in vasca corta                   | Otopeni      | 4x50m misti        | Bronzo    | 1'33"03     |      |
| 2023 | Europei in vasca corta                   | Otopeni      | 4x50 m misti mista | Bronzo    | 1'37"86     |      |
| 2024 | Mondiali                                 | Doha         | 200 m rana         | Argento   | 2'08"24     |      |
| 2024 | Mondiali                                 | Doha         | 4x100m misti       | Argento   | 3'31"23     |      |
| 2024 | Olimpiadi                                | Parigi       | 200 m rana         | Bronzo    | 2'07"90     |      |
| 2025 | Mondiali                                 | Singapore    | 200 m rana         | Bronzo    | 2'07"73     |      |